# Nguyễn Tiến Thành (sinh năm 1958)
Nguyễn Tiến Thành (sinh năm 1958) là một chính khách người Việt Nam. Ông từng là Phó Bí thư Tỉnh ủy, Chủ tịch Hội đồng nhân dân tỉnh Ninh Bình.

## Tiểu sử
Ông Nguyễn Tiến Thành sinh năm 1958.

## Giáo dục
Ông Thành trình độ chuyên môn Cử nhân Luật, Thạc sĩ Kinh tế; trình độ chính trị cao cấp.

## Sự nghiệp
Ông Thành từng là Phó Chủ tịch Ủy ban nhân dân tỉnh, Phó Bí thư thường trực Tỉnh ủy Ninh Bình.
Tại kỳ họp lần thứ 14 HĐND tỉnh Ninh Bình khóa XII, ông Nguyễn Tiến Thành, Phó Bí thư thường trực Tỉnh ủy, đã được bầu giữ chức Chủ tịch Hội đồng nhân dân tỉnh; Đinh Chung Phụng, nguyên Trưởng ban Tuyên giáo Tỉnh ủy, giữ chức vụ Phó Chủ tịch HĐND tỉnh Ninh Bình, nhiệm kỳ 2004-2011.